# Issa (fiume)
La Issa (in russo Исса?) è un fiume della Russia europea nord-occidentale, affluente di sinistra della Velikaja. Scorre nell'oblast' di Pskov. Appartiene al bacino del Mar Baltico.
Il fiume scorre dal lago Dedino, nei pressi dell'omonimo villaggio, nel distretto Sebežskij, quasi al confine con la Lettonia. Scorre a lungo verso nord in una zona boscosa e deserta, la velocità della corrente è elevata. Le sponde sono basse, ricoperte di salici e canne. Il canale è tortuoso, bloccato da numerosi massi; sono presenti piccole rapide rocciose. Il fiume corre parallelo alla Sinjaja (a ovest) e alla Velikaja (a est). Dopo il ponte dell'autostrada Krasnogorodsk-Opočka, il fiume si espande fino a 30 metri. Sfocia nel Velikaja a 178 km dalla foce, qualche chilometro a monte dell'insediamento di tipo urbano Puškinskie Gory. La Issa ha una lunghezza di 174 km; l'area del suo bacino è di 1 580 km².